# Ali Hillis
Alecia Deann Hillis, nota come Ali Hillis (Huntington Beach, 29 dicembre 1978), è un'attrice statunitense.
Nata in California, si è spostata continuamente: a 6 mesi si sposta nell'Illinois, a 3 anni in Sheboygan Falls, a 13 anni a Charlotte e poi visse a New York prima di trasferirsi a Los Angeles.
Lavora come attrice, sin dal 1999, e ha recitato soprattutto in film commedie.
Doppiatrice inglese di Lightning, protagonista del videogioco di successo Final Fantasy XIII.

## Filmografia

### Attrice

#### Cinema
- Kiss Kiss Bang Bang, regia di Shane Black (2005)
- Partnerperfetto.com (Must Love Dogs), regia di Gary David Goldberg (2005)
- American Gun, regia di Aric Avelino (2005)
- Alla deriva - Adrift (Open Water 2: Adrift), regia di Hans Horn (2006)
- L'ultimo regalo (The Ultimate Gift), regia di Michael O. Sajbel (2006)
- Lo spaccacuori (The Heartbreaker Kid), regia di Peter e Bobby Farrelly (2007)
- Beverly Hills Chihuahua, regia di Raja Gosnell (2008)
- Supercuccioli nello spazio (Space Buddies), regia di Robert Vince (2009)
- L'ultima ricchezza (The Ultimate Life), regia dj Michael Landon Jr. (2013)

#### Televisione
- Felicity – serie TV, episodi 1x17 e 1x19 (1999)
- Undressed – serie TV, 3 episodi (2000)
- FreakyLinks – serie TV, episodio 1x01 (2000)
- Baywatch – serie TV, episodio 11x15 (2001)
- Perfetti... ma non troppo (Less than Perfect) – serie TV, episodio 1x06 (2002)
- JAG - Avvocati in divisa (JAG) – serie TV, episodio 10x03 (2004)
- Amore e patatine (Life on a Stick) – serie TV, episodio 1x08 (2005)
- La complicata vita di Christine (The New Adventures of Old Christine) – serie TV, episodio 3x02 (2008)
- Miami Medical – serie TV, episodio 1x02 (2010)
- CSI - Scena del crimine (CSI: Crime Scene Investigation) – serie TV, episodio 11x18 (2011)
- Memphis Beat – serie TV, episodio 2x01 (2011)
- Castle – serie TV, episodio 7x18 (2015)
- Bones – serie TV, episodio 11x06 (2015)
- Criminal Minds: Beyond Borders – serie TV, episodio 1x07 (2016)
- NCIS: Los Angeles – serie TV, episodio 8x21 (2017)
- NCIS - Unità anticrimine (NCIS) – serie TV, episodio 15x23 (2018)
- Febbre d'amore (The Young and the Restless) – soap opera, 4 episodi (2018)
- 9-1-1 – serie TV, episodi 2x02-2x03 (2018)
- Grey's Anatomy – serie TV, 4 episodi (2019)
- Chicago Med – serie TV, episodio 8x09 (2022)

### Doppiatrice

#### Videogiochi
- Kid Icarus: Uprising (2013)
- Ratchet & Clank: Rift Apart [1] (2021)
- Batman: Arkham Shadow (2024)[2]
- Dragon Age: The Veilguard (2024)

## Doppiatrici italiane
Nelle versioni in italiano delle opere in cui ha recitato, Ali Hillis è stata doppiata da:
- Antonella Rinaldi in CSI - Scena del crimine
- Emanuela D'Amico in Castle
- Daniela Calò in NCIS - Unità anticrimine
- Cristina Poccardi in Grey's Anatomy

Come doppiatrice, è stata doppiata da:
- Gea Riva in Ratchet & Clank: Rift Apart
- Claudia Coccia Cassani in Batman: Arkham Shadow